# Idia Brighenti

Idia Brighenti

Idia Brighenti (San Lorenzo Aroldo, 1940) è una poetessa italiana.

## Biografia e opere
Ha pubblicato per L'Autore Libri Firenze la raccolta Breve è il sogno (1994), la silloge Voce Infinita (1999) e Il mio grido (2009). Per Interlinea edizioni ha pubblicato Sulla mia terra inquieta (2003), con la prefazione di Alda Merini che ha firmato anche l'introduzione ai versi di Voce Infinita. 
Per le Edizioni Giuseppe Laterza, a luglio del 2016, è uscita la raccolta antologica La Pelle del Volto.
Ha fatto parte del comitato di redazione della rivista internazionale Si Scrive, dove ha pubblicato scritti di critica letteraria contemporanea; e sue poesie. Ha ricevuto il premio nazionale di poesia e giornalismo Iniziative letterarie-1992.
Vive a Cremona ed è sposata ad un ufficiale dell'Esercito italiano dal quale ha avuto tre figli.
La poesia della Brighenti è caratterizzata da componimenti brevi, che non seguono la metrica classica e non fanno uso di punteggiatura. Le liriche fanno leva su parole "spoglie di orpelli",per ottenere un verso essenziale ed evocativo.

### Breve è il sogno
L'opera contiene 38 liriche fra le quali La vita dell'uomo da cui è tratto il verso che dà il titolo alla raccolta. Scrive il poeta Francesco Orsini nell'introduzione: “La poesia della Brighenti ha la serenità e la delicatezza della donna e di una madre”.

### Voce infinita
La silloge è stata presentata al pubblico da Alda Merini nella sala consiliare della Provincia di Cremona . Nella prefazione, la poetessa milanese scrive a proposito di Brighenti: “melodica e pura”, si “trova braccata in una spettacolare provincia che la tormenta dentro e fuori per la sua incapacità di capirla”.

### Sulla mia terra inquieta
Le 59 poesie di questa raccolta, scrive Alda Merini nella prefazione, contengono versi “claustrali, curatissimi”. Franco Manzoni parla di “cadenza ritmica avvolgente e sensuale”, di versi brevi che, “quasi disegnando con le parole forme, fanno visivamente intuire contorni di vasi greci, corpi o volti, grazie alla particolare disposizione grafica".
La Brighenti “scava nella parola di Eros, liberandola da tutti gli orpelli romantici depositati dalla tradizione per portare alla luce i trasalimenti del cuore". Nell'opera irrompe la storicità del presente con riferimenti alla Guerra del Golfo e alla tragedia dell'11 settembre.

### Il mio grido
La raccolta accentua la brevità dello stile in versi sciolti, come fa notare il saggio critico di Ferruccio Monterosso: "Le liriche della Brighenti presentano (per lo più) dimensioni brevi, talvolta brevissime, e prive di segni interpuntivi".  Torna anche la componente sensuale dell'ispirazione, una "ardente sensualità", come è definita nell'introduzione, che si esprime con "compendiosità sia di parole sia di immagine": 

### La Pelle del Volto
La raccolta antologica contiene una silloge di 52 liriche inedite e tutta la produzione poetica dell'autrice, insieme a carteggi firmati da Alda Merini, Ferruccio Monterosso, Mario Lodi e Mario Luzi. L'introduzione è firmata da Giuseppe Laterza, che rivolge le liriche di Brighenti "alle persone sensibili e soprattutto alle nuove generazioni". La postfazione è curata da Gian Marco Walch.

## Edizioni delle opere
- Idia Brighenti, Breve è il sogno, L'Autore Libri Firenze, Firenze, 1994, ISBN 88-7254-407-6
- Idia Brighenti, Voce Infinita, L'Autore Libri Firenze, Firenze, 1999, ISBN 88-8254432X
- Idia Brighenti, Sulla mia terra inquieta, Interlinea edizioni, Novara, 2003, ISBN 88-82-12-407-X
- Idia Brighenti, Il mio grido, L'Autore Libri Firenze, Firenze, 2009, ISBN 978-88-517-1729-2
- Idia Brighenti, La Pelle del Volto, Edizioni Giuseppe Laterza, Bari, 2016, ISBN 978-88-6674-163-3